# Chelodina novaeguineae
Espèce
Statut de conservation UICN

 LC  : Préoccupation mineure
Statut CITES
Chelodina novaeguineae est une espèce de tortue de la famille des Chelidae.

## Répartition
Cette espèce est endémique de Nouvelle-Guinée.

## Étymologie
Cette espèce est nommée en référence au lieu de sa découverte, la Nouvelle-Guinée.

## Publication originale
- Boulenger , 1888 : On the chelydoid chelonians of New Guinea. Annali del Museo civico di storia naturale di Genova, ser. 2A, vol. 6, p. 449-452 (texte intégral).